# Tinmouth
Tinmouth es un pueblo ubicado en el condado de Rutland en el estado estadounidense de Vermont. En el año 2010 tenía una población de 613 habitantes y una densidad poblacional de 8.3 personas por km².

## Geografía
Tinmouth se encuentra ubicado en las coordenadas 43°26′54″N 73°3′33″O / 43.44833, -73.05917.

## Demografía
Según la Oficina del Censo en 2000 los ingresos medios por hogar en la localidad eran de $32,604 y los ingresos medios por familia eran $34,792. Los hombres tenían unos ingresos medios de $25,313 frente a los $22,708 para las mujeres. La renta per cápita para la localidad era de $16,583. Alrededor del 11.1% de la población estaban por debajo del umbral de pobreza.